# Cremers (geslacht)

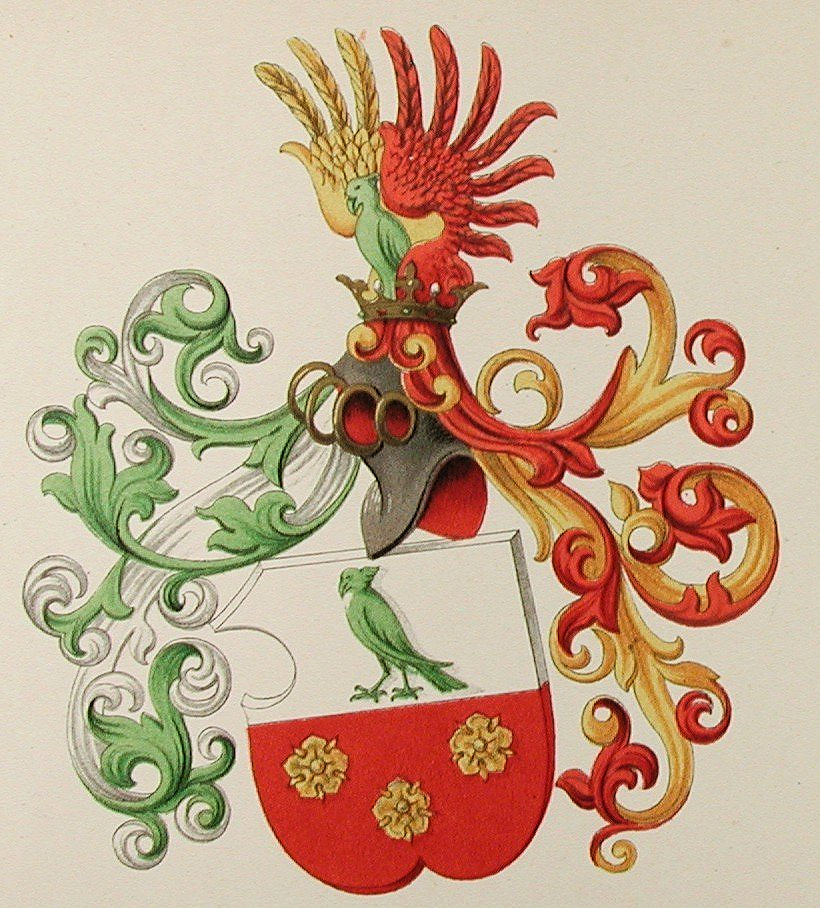
Wapen van de familie Cremers, zoals werd opgenomen in het Stam- en wapenboek van aanzienlijke Nederlandsche familiën (1888).

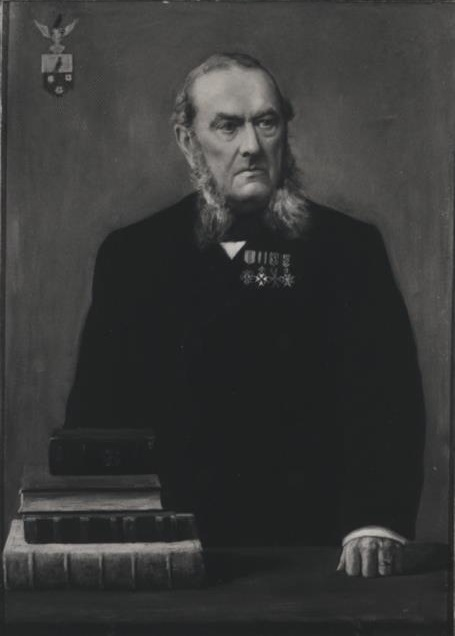
Portret van Willem Cornelis Johannes Josephus Cremers door Heinrich Windhausen. In de linker bovenhoek het familiewapen, met de vogel omgewend.

Cremers (ook: Canter Cremers en Pathuis Cremers) is een Nederlands patriciërsgeslacht, oorspronkelijk afkomstig uit Deventer.

## Geschiedenis
Stamvader van het geslacht is Goswinus Cremers dit in de 16e eeuw in Deventer woonde. Na de alteratie bleef de familie haar katholieke geloof trouw. Door huwelijken komt de familie eind 17de eeuw terecht in Groningen, waar verschillende telgen voor een juridische loopbaan kozen. Sinds 1850 is het landgoed Vilsteren in bezit van de familie Cremers.

## Enkele leden
- Jacobus Johannes Cremers (ovl. 1762)
  - Mr. Jacobus Johannes Cremers (1736-1807); trouwde met Cornelia Johanna Nicolai, dochter van Theodorus Nicolai en Willemina Clara Canter.
    - Mr. Epimachus Jacobus Ignatius (Eppo) Cremers (1766-1815), onder andere lid Wetgevend Lichaam
      - Mr. Jacobus Johannes Canter Cremers (1801-1873), Rijksbetaalmeester; trouwde met jkvr. Maria Elisabeth Alberda van Menkema (1807-1878)
        - Epimachus Jacobus Marius Ignatius Canter Cremers (1834-1899)
        - Gerhard Gosen Geurt Canter Cremers (1839-1904), genieofficier, ondernemer en ontginner van veengebieden
          - Jacobus Johannes Canter Cremers (1897-1925), waterbouwkundige

        - Charles Jacques Anton Alexander Charles Canter Cremers (1850-1920), collecteur Ned. Staatsloterij
          - Adriaan Constant Canter Cremers (1883-1932); trouwde 1. met Maria Louise Canter Cremers (1886-1915) en 2. met jkvr. Eline Françoise van der Does (1896-1996), lid van de familie Van der Does. De laatste was als kunstenares bekend onder de naam Eline Cremers.

    - Agnes Wilhelmina Cornelia Cremers (1770-1850); trouwde met Jean-Baptiste graaf Dumonceau, luitenant-generaal en maarschalk van Holland
    - Mr. Franciscus Jacobus Joannes Cremers (1779-1845), burgemeester van Groningen
      - Mr. Jacobus Johannes (Coos) Cremers (1806-1882), onder andere lid Eerste Kamer
      - Anna Maria Lucia Cremers (1810-1850); trouwde met Herman van Sonsbeeck (1796-1865), minister van Buitenlandse Zaken
      - Mr. Epimachus Jacobus Johannes Baptista (Eppo) Cremers (1823-1896), onder andere minister van Buitenlandse Zaken

  - Mr. Willem Cornelis Cremers (1740-1814), lid vroedschap van Groningen; trouwde met Johanna Cornelia Pathuis
    - Mr. Gellius Josephus Nicolaus Cremers (1783-1857)
      - Mr. Willem Cornelis Johannes Josephus Cremers (1818-1906), rechtsgeleerde en politicus
        - Anna Margaretha Elisabeth Maria Cremers (1851-1933); trouwde met Jan Joseph Godfried baron van Voorst tot Voorst (1846-1931), voorzitter Eerste Kamer
        - Mr. Gellius Franciscus Maria Pathuis Cremers (1855-1949), rechter arrondissementsrechtbank
        - Mr. Petrus Franciscus Aloysius Cremers (1857-1941), rechter arrondissementsrechtbank
          - Henricus Adrianus Gellius Maria Cremers (1894-1948), burgemeester van Stad en Ambt Delden
          - Oscar Pieter Frans Marie Cremers (1904-1983), burgemeester van Haarlem

  - Mr. Petrus Campesius Casimirus Josephus Cremers (1748-1807), advocaat
    - Cornelia Johanna Cremers (1784-1864), naamgeefster van het Corneliagasthuis in Groningen; trouwde met med. dr. Antonius Otto Hermannus Tellegen (1772-1830)